# Чорна Річка (Красноуфімський міський округ)
Чо́рна Рі́чка (рос. Чёрная Речка) — селище у складі Красноуфімського міського округу (Красноуфімськ) Свердловської області.
Населення — 36 осіб (2010, 74 у 2002).
Національний склад станом на 2002 рік: росіяни — 80 %.